# Congregazione dei Santi Vitone e Idulfo
La Congregazione dei Santi Vitone (o Vanni) e Idulfo (in francese Congrégation des Saints-Vanne-et-Hydulphe) dell'Ordine di San Benedetto sorse in Francia dalla riforma introdotta da Didier de La Cour (1550-1623) nei monasteri di Saint-Vanne (Verdun) e Saint-Hidulphe (Moyenmoutier) a partire dal 1598. 
La riforma era venuta maturando nel clima di rinnovamento spirituale che aveva pervaso la Francia dopo la conclusione del Concilio di Trento (1563).
Approvata da papa Clemente VIII Aldobrandini con il breve del 7 aprile 1604, alla riforma aderirono rapidamente numerose abbazie in Lorena, Franca Contea e Champagne: nel 1630 arrivò a contare oltre cinquanta case. 
Modello di vita religiosa e notevole centro culturale, diede origine anche alla Congregazione di San Mauro (o dei Maurini).
La congregazione scomparve nel 1791, in seguito alla Rivoluzione francese: la congregazione di Solesmes (o di Francia), sorta nel 1837 per volere di papa Gregorio XVI e dell'abate Prosper Guéranger, intese recuperarne l'eredità spirituale.